# Сантуш, Марселину душ
Марселину душ Сантуш (порт. Marcelino dos Santos, 20 мая 1929 — 11 февраля 2020) — поэт и политический деятель Мозамбика. Использовал псевдонимы Лилиню Микайя, К. Маалл, Шикуммуами. Один из основателей и руководителей Фронта освобождения Мозамбика ФРЕЛИМО.

## Биография
Родился в 1929 году от смешанного брака в прибрежном городе Лумбо. Окончив школу, продолжал образование в Португалии.
В 1947 году поступил в Лиссабонский университет, где познакомился с Амилкаром Кабралом, Агостиньо Нето, Эдуардо Мондлане. В 1950 году арестован португальской полицией. Продолжил образование в Париже, в Сорбонне, под руководством известного африканиста профессора Жоржа Баландье.

### Политическая деятельность
Принимал активное участие в антиколониальной борьбе, в 1962 году — в учреждении ФРЕЛИМО. В 1966 награждён Золотой медалью Всемирного совета мира. В 1969—1977 годах был заместителем председателя ФРЕЛИМО, с 1977 года — секретарь ЦК партии. В конце 1970-х был министром экономического развития, затем отвечал за экономический блок в Политбюро.
В 1986 году после гибели Саморы Машела непродолжительное время возглавлял партию ФРЕЛИМО. В 1987—1994 годах был спикером парламента.
Вместе с Саморой Машелом представлял марксистское крыло в движении в противовес националистическому течению Уриа Симанго. Не принял рыночных реформ 1990-х годов в Мозамбике (которые называл временным «отступлением к капитализму»), остался на марксистско-ленинских позициях.

### Поэтическая деятельность
Как поэт известен сборником «Песня истинной любви», дважды выходившем на русском с предисловием Назыма Хикмета. Отмечают влияние Хикмета на Душ Сантуша, а также Маяковского, Неруды. Для его поэзии характерен свободный, нерифмованный стих. Обобщённый образ африканцев и Родины, характерный для предшественников (например, Жозе Кравейриньи), принимает у Марселину, по мнению исследователей (Е. А. Ряузова), конкретные мозамбикские черты. Произведения душ Сантуша переводились на французский, итальянский, чешский языки. Лауреат премии «Лотос».